# Бікмулліна Людмила Раміліївна
Людми́ла Бікму́лліна (26 січня 1986, Харків, УРСР) — українська модель. 
Студентка Українського національного фармацевтичного університету, яка 10 квітня 2007 року стала переможницею конкурсу «Міс Україна Всесвіт» та представляла Україну на «Міс Всесвіт» у Мехіко 28 травня 2007 року. Там стала першою українкою, що потрапила у п'ятнадцятку найкращих на цьому конкурсі.
З 16 років працювала моделлю в Кореї та в Тайвані. Мати — лікарка-психіатриня. Батько — журналіст. Молодша сестра — балерина Харківського театру опери та балету.
Одружилася з американським мільйонером Біллом Кеєм, з яким познайомилися в Гонконзі, де працювала моделлю. Пара виховує двох дітей.
Володіє німецькою, французькою, англійською та російською мовами.